# Ganggrab von Missunde
Das Ganggrab von Missunde (dänisch Mysunde jættestue) liegt etwa 100 m südlich des Ortes Missunde im Kreis Eckernförde in Schleswig-Holstein innerhalb der Gedenkstätte für die Gefallenen des Gefechts von Missunde. Die Missunder Megalithanlage ist in Schleswig-Holstein für Ganggräber mit trapezoidem Grundriss im Rundhügel charakteristisch. Großsteingräber dieser Form kommen ansonsten in Mecklenburg-Vorpommern und Skandinavien vor. Die Anlage der Trichterbecherkultur (TBK) entstand zwischen 3500 und 2800 v. Chr. Das Ganggrab ist eine Bauform jungsteinzeitlicher Megalithanlagen, die aus einer Kammer und einem baulich abgesetzten, lateralen Gang besteht. Diese Form ist primär in Dänemark, Deutschland und Skandinavien, sowie vereinzelt in Frankreich und den Niederlanden zu finden.

## Historie
Im Jahre 1842 wurde der südliche Hügelteil abgetragen und die Kammer ausgeräumt. Nach der Beschreibung der Anlage durch Leutnant von Timm (1842) und den Report von Gottfried Schäfer, über die 1961/62 erfolgte Freilegung und Restaurierung des Ganggrabes ergibt sich folgender Befund.

## Der Hügel
Die ost-westlich orientierte Kammer lag in einem mit Randsteinen gefassten Rundhügel. Sein Durchmesser betrug 30 bis 35 m und seine Höhe lag bei mindestens drei Metern.

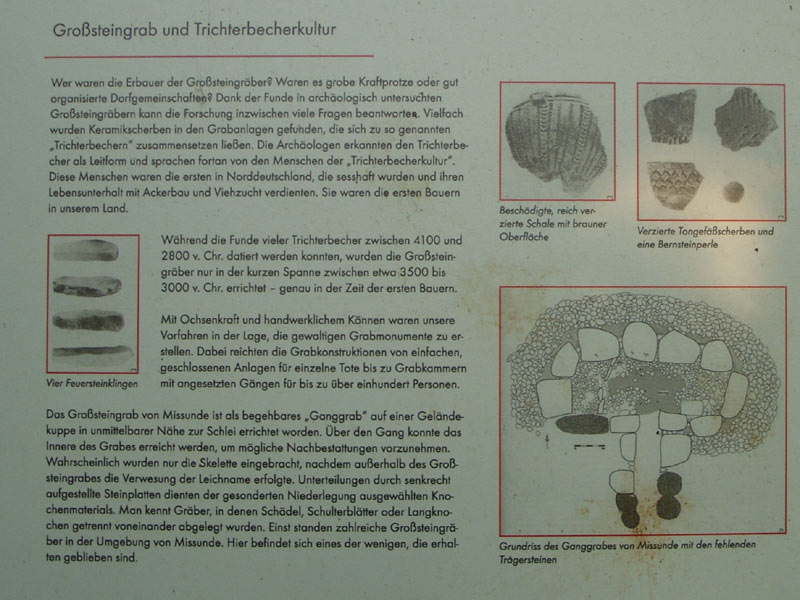
Ganggrab von Missunde

## Die Kammer

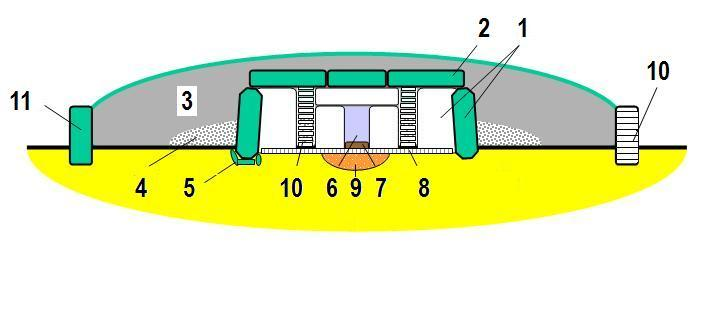
Schema Ganggrab (Querschnitt) 1=Trag-, 2= Deckstein, 3=Erdhügel, 4=Dichtung, 5=Verkeilsteine, 6=Zugang, 7= Schwellenstein. 8=Bodenplatten, 9=Unterbodendepots, 10=Zwischenmauerwerk 11=Randsteine

Die Kammer vom Typ Holsteiner Kammer bestand aus elf Trag- und vier Decksteinen, von denen zwei völlig und vom dritten ein Bruchstück erhalten waren. Die Lücken zwischen den Tragsteinen waren sorgfältig mit Zwischenmauerwerk gefüllt. Nach außen waren sie durch eine breite, mit Flintgrus durchsetzte Lehmschicht abgedichtet. Ein schräg angepackter, etwa einen Meter hoher Steinmantel aus faust- bis kopfgroßen Steinen umgab die gesamte Kammer. Über dieser Schicht wölbte sich der Erdhügel. 

### Abmessungen
Der Kammergrundriss von 5,25 m Länge ist trapezoid. Die Breite beträgt an der aus zwei Steinen gebildeten westlichen Schmalseite 2,2 m und an der einsteinigen östlichen 1,68 m. Über dem gewachsenen Boden und einer dünnen Brandschicht liegt ein Pflaster aus etwa handgroßen, meist flachen Steinen, vermischt und bedeckt mit geglühtem Flint. Darüber liegen dünne Lagen von gebranntem Lehm. Final erfolgte die Einstreuung hellen Sandes. Die beiden Letzteren Lagen sind nur noch an einigen Stellen vorhanden. Diese vier Schichten waren insgesamt etwa 16 cm stark, so dass sich eine lichte Kammerhöhe von 1,3 m ergab. 

### Das Quartier und die Funde
Im Westteil der Kammer war durch vier hochkant in das Bodenpflaster eingelassene Steinplatten ein schräges Quartier von 2,2 × 0,9 bis 1,1 m abgeteilt. In ihm wurden 1842 angeblich ein Tongefäß und 1961 Reste von Bernsteinperlen und eine Feuersteinklinge gefunden. Solche Quartiere (in Schweden Sektionen genannt) kommen in Schleswig-Holstein nur in sechs Anlagen vor, während sie in Mecklenburg-Vorpommern und Schweden besonders häufig und innerhalb der Anlagen auch zahlreich sind. Im östlich gelegenen Hauptteil der Kammer konnten nur einige Scherben mit Tiefstichverzierung und Feuersteinklingen geborgen sowie stark vergangene Skelettreste beobachtet werden. An der inneren Gangmündung wurde eine tiefstichverzierte Schale gefunden.

## Der Gang
Die südliche Langseite hat in der Mitte den 0,65 m breiten Zugang, auf den der innen etwa 0,8 m breite Gang stößt. Ein in der Kammer gefundener, nicht mehr in situ liegender Stein, könnte als Schwellenstein gedient haben. Der nach Süden gerichtete Gang soll im Jahre 1842 noch fast sieben Meter lang gewesen sein. Er war mit Decksteinen versehen und durch Steinplatten verschlossen. Heute sind nur noch wenige Gangsteine (Höhe 1,0 bis 1,2 m) übrig, doch belegen 1961 freigelegte Standspuren, dass der Gang eine größere Länge hatte.

## Heutiger Zustand
Bei der Restaurierung der Anlage wurde der fehlende Tragstein an der Südwest-Ecke durch das Decksteinfragment ersetzt, die beiden nicht mehr in situ angetroffenen intakten Decksteine wurden aus Sicherheitsgründen über den schmaleren Ostteil der Kammer gelegt. 

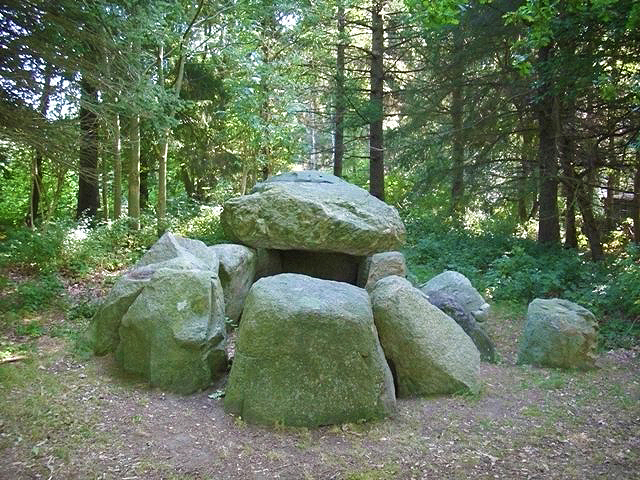
Ganggrab von Missunde